# Chiesa di Santa Maria Maddalena (Borutta)
La chiesa di Santa Maria Maddalena è un edificio religioso situato a Borutta, centro abitato della Sardegna settentrionale, in corso Trieste; consacrata al culto cattolico, è sede dell'omonima parrocchia e fa parte dell'arcidiocesi di Sassari.
La chiesa, risalente al XVIII secolo, presenta una facciata timpanata segnata da quattro paraste. Con portale d'ingresso rialzato rispetto al piano stradale, vi si accede mediante una scalinata di tredini gradini. Sulla destra si erge il campanile, una torre a pianta quadrata che, diversamente dalla facciata della chiesa, presenta mattoni squadrati faccia a vista.

L'aula interna, coperta con volta a botte, è a navata unica, lungo la quale si aprono due cappelle per lato.